# 50e cérémonie des Australian Film Institute Awards
La 50e cérémonie des Australian Film Institute Awards, décernés par l'Australian Film Institute, a eu lieu le 6 décembre 2008 et a récompensé les meilleurs films et programmes de télévision réalisés dans l'année.
Les nominations ont été annoncées le 7 août 2008.

## Palmarès

### Cinéma

#### Meilleur film
- The Black Balloon
  - The Jammed
  - The Square
  - Unfinished Sky

#### Meilleur réalisateur
- Elissa Down pour The Black Balloon
  - Peter Duncan pour Unfinished Sky
  - Nash Edgerton pour The Square
  - Dee McLachlan pour The Jammed

#### Meilleur acteur
- William McInnes pour le rôle de John Woldring dans Unfinished Sky
  - Guy Pearce pour le rôle de Harry Houdini dans Au-delà de l'illusion (Death Defying Acts)
  - David Roberts pour le rôle de Raymond Yale dans The Square
  - Rhys Wakefield pour le rôle de Thomas Mollison dans The Black Balloon

#### Meilleure actrice
- Monic Hendrickx pour le rôle de Tahmeena dans Unfinished Sky
  - Noni Hazlehurst pour le rôle de Penelope Lombard dans Bitter and Twisted
  - Emma Lung pour le rôle de Crystal dans The Jammed
  - Veronica Sywak pour le rôle d'Ashley dans The Jammed

#### Meilleur acteur dans un second rôle
- Luke Ford pour le rôle de Charlie Mollison dans The Black Balloon
  - Joel Edgerton pour le rôle de Billy dans The Square
  - Anthony Hayes pour le rôle de Greg 'Smithy' Smith dans The Square
  - Erik Thomson pour le rôle de Simon Mollison dans The Black Balloon

#### Meilleure actrice dans un second rôle
- Toni Collette pour le rôle de Maggie Mollison dans The Black Balloon
  - Saskia Burmeister pour le rôle de Vanya dans The Jammed
  - Maeve Dermody pour le rôle de Lee dans Black Water
  - Leeanna Walsman pour le rôle d'Indigo Samvini dans Bitter and Twisted

#### Meilleur scénario original
- The Black Balloon – Elissa Down et Jimmy the Exploder
  - Hey Hey It's Esther Blueburger – Cathy Randall
  - The Jammed – Dee McLachlan
  - The Square – Joel Edgerton et Matthew Dabner

#### Meilleur scénario adapté
- Unfinished Sky – Peter Duncan
  - All My Friends Are Leaving Brisbane – Stephen Vagg

#### Meilleurs décors
- Death Defying Acts – Gemma Jackson
  - Children Of The Silk Road – Steven Jones-Evans
  - The Tender Hook – Peter Baxter
  - Unfinished Sky – Laurie Faen

#### Meilleurs costumes
- The Tender Hook – Cappi Ireland
  - Children Of The Silk Road – Wenyan Gao et Kym Barrett
  - Death Defying Acts – Susannah Buxton
  - Hey Hey It's Esther Blueburger – Shareen Beringer

#### Meilleure photographie
- Unfinished Sky – Robert Humphreys
  - The Black Balloon – Denson Baker
  - Death Defying Acts – Haris Zambarloukos
  - The Tender Hook – Geoffrey Simpson

#### Meilleur montage
- The Black Balloon – Veronika Jenet
  - Black Water – Rodrigo Balart
  - The Jammed – Dee McLachlan et Anne Carter
  - Unfinished Sky – Suresh Ayyar

#### Meilleur son
- Unfinished Sky – Andrew Plain, Annie Breslin et Will Ward
  - The Black Balloon – Ben Osmo et Paul Pirola
  - Hey Hey It's Esther Blueburger – Liam Egan, Tony Murtagh, Phil Judd et Des Kenneally
  - The Tender Hook – Liam Egan, Tony Murtagh, Phil Judd et Gary Wilkins

#### Meilleure musique de film
- Unfinished Sky – Antony Partos (en)
  - The Black Balloon – Michael Yezerski
  - The Square – Frank Tetaz et Ben Lee
  - The Tender Hook – Chris Abrahams

### Récompenses spéciales

#### Raymond Longford Award
- Dione Gilmour

#### Byron Kennedy Award
- Chris Lilley

#### Meilleur espoir
- Danielle Catanzariti pour Hey Hey It’s Esther Blueburger
  - Saoirse Ronan pour Death Defying Acts
  - Clarence John Ryan pour September
  - Tom Green pour The Ground Beneath

#### Meilleurs effets visuels
- H2O - Just Add Water – Barry Lanfranchi (TV)
  - Death Defying Acts – James Rogers
  - Double The Fist – Doug Bayne, Adam MacGowan, Michael Blake et Bill McGuire (TV)
  - Gabriel – Matthew Graham et Steve Anderson

## Récompenses et nominations multiples

### Nominations multiples

#### Cinéma
11 : The Black Balloon
10 : Unfinished Sky
7 : The Jammed, The Square
5 : Death Defying Acts, The Tender Hook
4 : Hey Hey It's Esther Blueburger
2 : Bitter and Twisted, Black Water

#### Personnalités
3 : Dee McLachlan
2 : Toni Collette, Joel Edgerton

### Récompenses multiples

#### Cinéma
6 : The Black Balloon, Unfinished Sky